# Les senyoretes del carrer d'Avinyó
Les senyoretes del carrer d'Avinyó o simplement Les senyoretes d'Avinyó (Les Demoiselles d'Avignon en francès) és un quadre a l'oli de Pablo Picasso pintat a París i presentat el 31 de març de 1907 que es troba al Museu d'Art Modern de Nova York des de la seva compra en una subhasta a Jacques Seligmann & Company. L'escena representa un prostíbul de Barcelona del carrer d'Avinyó, i es considera un dels primers quadres cubistes.
Aquest quadre, que va marcar el començament del seu període africà o protocubisme, és la referència clau per parlar de Cubisme, del qual l'artista espanyol és el màxim exponent. Imprimeix un nou punt de partida on Picasso trenca amb el Realisme, els cànons de profunditat espacial i l'ideal existent fins llavors del cos femení, reduint tota l'obra a un conjunt de plànols angulars sense fons ni perspectiva espacial, en el qual les formes estan marcades per línies.
Dos dels rostres, els d'aspecte més cubista dels cinc, que assemblen màscares, es deuen a la influència de l'art africà, les manifestacions culturals van començar a ser conegudes a Europa per aquelles dates, mentre els dos centrals són més afins a les cares dels frescos medievals i les primitives escultures ibèriques, la cara de l'esquerra presenta un perfil que recorda les pintures egípcies. Les senyoretes del carrer d'Avinyó és una obra pertanyent a les avantguardes pictòriques del segle xx. Les bases d'aquesta obra estan influenciades per una reinterpretació de les figures allargades d'El Greco, havent-se assenyalat una influència particular de la seva visió de l'Apocalipsi, la seva estructura ambiental que rememora els Banyistes de Cézanne i les escenes d'harem d'Ingres.
Es va exposar a la Galerie Antin (París) el 1916, després de la qual Picasso la va guardar en el seu estudi, fins que a principis dels anys 20 va ser adquirida per Jacques Doucet i exhibida el 1925 al Petit Palais. Poc temps després el quadre va ser comprat pel Museu d'Art Modern de Nova York, on és una de les peces més preuades de la col·lecció.